# 御野村 (岡山県)
御野村（みのそん）は、岡山県御津郡にあった村。1900年3月31日までは御野郡に属していた。

## 概要
御野郡の弘西郷に北方村・四日市村・中井村・南方村・竹田邑があった。また三野郷には原村（後の牧石村）・宿村・三野村があった。
三野郷は御野郷とも書かれ、かつて御野郡の中心であった。備前国の国府が置かれたという説もある。

## 沿革
- 1875年（明治8年）3月 - 北方村に四日市村・中井村を合併。同時に竹田邑は上道郡へ移された。
- 1883年（明治16年）2月15日 - 連合戸長役場制度発足により、御野郡第ニ部戸長役場を北方村に設置し、同村および宿村・三野村・南方村を管轄[1]。
- 1889年（明治22年）6月1日 - 町村制の施行により、第ニ部戸長役場管轄区域4村および岡山区広瀬町・八番町・万町の各一部が合併して村制施行し、御野村が発足。北方・三野・宿・南方の4大字を編成し、役場を北方に設置[2]。
  - この際、南方村のうち字梶久・字鍛冶屋土手・字鍛冶屋土手下・字兵團・字兵團尻・字蓮大寺の各一部は岡山市に編入された[3]。
- 1899年（明治32年）8月1日 - 南方の大部分が岡山市に編入し、御野村は3大字となる[2]。
- 1900年（明治33年）4月1日 - 津高郡と御野郡が合併し御津郡となる。
- 1921年（大正10年）3月1日 - 北方・三野を岡山市に、宿を牧石村に分割編入[2]。同日御野村廃止。

## 合併後
町村制施行時の4大字はいずれも岡山市の大字として継承されたが、1964年から1973年にかけて以下のように変更された。
南方は南方1〜3丁目・岩田町・国体町・番町1〜2丁目・広瀬町・兵団・奉還町1丁目となった。
北方は北方1〜4丁目・いずみ町・絵図町・学南町1〜3丁目・国体町・清心町・津島中2丁目・津島東1〜2丁目・中井町1〜2丁目・法界院・南方4〜5丁目・三野1丁目・三野3丁目・大和町1〜2丁目となった。
三野は三野1〜3丁目・三野本町・北方2〜4丁目・宿本町・半田町・法界院となった。
宿は一部が宿本町・半田町・法界院・三野本町・理大町となった。

## 行政

### 歴代村長
| 代                                                           | 氏名       | 就任年月日                 | 退任年月日                 | 備考 |
| ------------------------------------------------------------ | ---------- | -------------------------- | -------------------------- | ---- |
| 1-2                                                          | 岩越宇七郎 | 1889年（明治22年）7月17日  | 1894年（明治27年）10月8日  |      |
| 3                                                            | 人見栄造   | 1894年（明治27年）10月22日 | 1897年（明治30年）12月17日 |      |
| 4                                                            | 大倉寿太郎 | 1897年（明治30年）12月23日 | 1900年（明治33年）8月28日  |      |
| 5                                                            | 出原正夫   | 1901年（明治34年）11月11日 | 1905年（明治38年）5月24日  |      |
| 6-11                                                         | 大倉寿太郎 | 1905年（明治38年）7月1日   | 1921年（大正10年）2月28日  |      |
| 参考文献 - 岡山県市町村合併誌 市町村編 5頁（岡山県、1960年） |            |                            |                            |      |

## 教育
- 御野尋常高等小学校（現・岡山市立御野小学校）[5]

## 交通
- 中国鉄道本線
  - 岡山市駅（後の岡山荷扱所、南方の南西端に所在[6]、現在の後藤総合車両所岡山気動車支所）
  - 法界院駅